# Impérialisme (jeu vidéo)
Pour les articles homonymes, voir Impérialisme (homonymie).
Impérialisme (Imperialism) est un jeu vidéo 4X et de grande stratégie développé par Frog City Software et édité en 1997 par Mindscape. Il a pour suite Imperialism II: Age of Exploration.

## Ambiance, but du jeu
Le joueur incarne le dirigeant d'une grande nation vivant sa révolution industrielle : son but est de se faire élire à la majorité des voix à tête du conseil mondial des gouverneurs de province. Le vote a lieu tous les dix ans et les candidats désignés sont les deux plus puissantes nations.
Une partie commence en 1815 et se termine en 1915, chaque tour de jeu durant une saison (été, printemps, automne, hiver). Le joueur doit simultanément développer son pays d'origine, renforcer sa puissance commerciale et militaire, et mener une politique diplomatique active avec ses voisins. Chaque partie se déroule soit sur une carte générée de façon aléatoire, soit sur des cartes reflétant la situation historique européenne (Renouveau français 1820 ; Concurrence navale 1882 ; Mouvements d'unification 1848-1890).
Au début de chaque tour, un journal, L'Empire, relate les évènements marquants de la saison passée. Les titres en caractères gras attirent l'attention sur tout ce qui a trait au jeu : le premier tour fait par exemple l'objet de deux articles, « Bouleversements ministériels » et « Proclamation d'un nouveau Souverain » ; ces informations insisteront sur les annexions de petits pays, sur les nouvelles technologies, sur les traités de paix, etc. ; le ton utilisé est celui de la propagande : une déclaration de guerre de la part du joueur sera par exemple présentée comme une juste réaction à une agression inqualifiable, et une alliance entre adversaires sera présentée comme un « château de cartes prêt à s'écrouler ». D'autres articles renforcent l'ambiance XIXe siècle, avec parfois un humour assez noir : « Découverte d'un lien entre suralimentation et intelligence », « Un service de 8e classe prévu par les Chemins de fer » (sans mur, ni toit), « Loi sur le travail des enfants », « Les femmes votent Derringer », etc.

## Système de jeu

### Capitale, villes, provinces
Au début de la partie, le joueur choisit un pays sur la carte et le niveau de difficulté de jeu. Ensuite, il place sa capitale, où seront centralisés l'industrie et les recrutements. Un joueur est éliminé si sa capitale tombe.
L'ordinateur dispose ensuite une ville dans chacune des autres provinces du pays. Le contrôle d'une ville assure le contrôle de toute la province. L'industrie des villes de provinces se développe automatiquement en cours de partie ; la production dépend du degré d'aménagement des provinces.
Chaque province dispose d'une voix au conseil des gouverneurs.

### Matières premières
Chaque carré de la carte peut contenir des matières premières exploitables par le joueur ; l'extraction des richesses du sous-sol nécessite une exploration préalable.
Des entrepôts, adjacents aux terrains à exploiter et reliés à la capitale par des rails ou des ports, permettent de collecter les ressources. Par convention, la capacité globale de transport est représentée par un nombre de wagons, les bateaux marchands servant à représenter la capacité des échanges commerciaux.
|                  | Ressources produites (et terrains) |
| Terre (surface)  | Céréales (champs), fruits (vergers), bétail (plaines), poissons (rivières), chevaux (enclos), bois (forêts), laine (collines fertiles), coton (champs de coton). |
| Terre (sous-sol) | Pétrole (marécages, déserts, toundras), charbon ou minerai de fer (collines arides, montagnes), or ou pierres précieuses (montagnes)                             |
| Mer              | Poissons |

### Industrie, main-d'œuvre
Les matières premières sont transformées par l'industrie du joueur. La capacité productive des usines peut être augmentée en y consacrant de l'acier et du bois d'œuvre (exceptions : la conserverie, la centrale, et la gare de remisage ne sont pas améliorables). Toutes les fabrications industrielles nécessitent l'emploi de deux unités de main-d'œuvre.
| Ressources consommées                      | Produit fabriqué             | Usine                  |
| ------------------------------------------ | ---------------------------- | ---------------------- |
| 2 céréales + 1 viande ou poisson + 1 fruit | 1 conserve                   | Fabrique de conserves  |
| 2 laines ou 2 cotons                       | 1 tissu                      | Filature               |
| 2 bois                                     | 1 bois d'œuvre ou 1 papier   | Scierie                |
| 1 minerai de fer + 1 charbon               | 1 acier                      | Aciérie                |
| 2 pétroles                                 | 1 combustible                | Raffinerie             |
| 2 tissus                                   | 1 vêtement                   | Fabrique de vêtements  |
| 2 bois d'œuvre                             | 1 meuble                     | Fabrique de meubles    |
| 2 aciers                                   | 1 arme ou 1 matériel (outil) | Fabrique métallurgique |
| 1 acier + 1 bois d'œuvre                   | 1 wagon                      | Gare de remisage       |

Le jeu n'utilise aucune notion de population : la main-d'œuvre est représentée sous forme d'unités fournies par des ouvriers ou de l'électricité. Les ouvriers doivent se nourrir avec des produits agricoles (céréales, viande ou poisson, fruits) ou avec des conserves ; toute pénurie alimentaire provoque l'arrêt du travail, voire la mort des ouvriers.
| Nom                  | Obtenu grâce à...                         | Unités de main-d'œuvre |
| -------------------- | ----------------------------------------- | ---------------------- |
| Ouvrier non qualifié | 1 conserve + 1 meuble + 1 vêtement        | 1                      |
| Ouvrier qualifié     | 1 ouvrier non qualifié + 1 papier + 100 $ | 2                      |
| Ouvrier expert       | 1 ouvrier qualifié + 2 papiers + 1000 $   | 4                      |
| Électricité          | 1 combustible                             | 6                      |

Les ouvriers peuvent être formés pour servir de spécialistes (besoin de papier et d'argent), ou de troupes terrestres (besoin d'armes, voire de chevaux, et d'argent). Les spécialistes sont des unités civiles qui servent à aménager les provinces :
- les ingénieurs construisent le réseau ferré, les ports, les entrepôts et les fortifications ;
- les explorateurs recherchent les ressources cachées dans le sous-sol ;
- les forestiers améliorent le rendement des forêts ;
- les mineurs construisent les mines de fer, de charbon, d'or, de pierres précieuses ;
- les foreurs construisent des puits de pétrole ;
- les éleveurs augmentent la productivité des prairies et des collines fertiles ;
- les fermiers valorisent les champs de céréales, les vergers, les champs de coton ;
- le promoteur foncier achète des terres exploitables chez les petites nations européennes (le promoteur n'est obtenu qu'après avoir fait assez d'échanges avec les autres nations).

### Argent, commerce
L'argent (des dollars) s'obtient soit par l'extraction d'or et de pierres précieuses, soit en exploitant des terres achetées à l'étranger, soit en commerçant.
Le commerce s'effectue par confrontation de l'offre et de la demande ; le joueur peut choisir la nation qui lui vend des marchandises, mais pas celle qui lui en achète. À l'achat, le joueur indique ce qu'il veut acheter (4 choix possibles) ; à la vente, le joueur indique la quantité maximale de chaque produit qu'il met sur le marché (pas de limite de quantité autre que celle en stock). Un système de préférence, basé sur la qualité des relations diplomatiques, influence qui achète et vend des marchandises au joueur ; celui-ci peut accorder des subventions pour baisser ses prix de vente et augmenter ses prix d'achat, et ainsi favoriser ses échanges.
Il est impossible d'échanger des céréales, de la viande ou du poisson.

### Diplomatie
Les écrans diplomatiques permettent :
- d'obtenir des informations au sujet des autres empires ;
- d'établir des consulats et des ambassades ;
- de déclarer la guerre, de demander la paix ;
- de faire des alliances, des pactes de non-agression, des propositions d'intégration à l'empire ;
- de subventionner les échanges commerciaux, ou de faire des boycotts ;
- de donner de l'argent.

Les consulats permettent de mettre en place des subventions et d'améliorer les relations diplomatiques lors des échanges commerciaux. Les ambassades permettent de signer des pactes de non-agression et de proposer à différents pays d'intégrer l'empire du joueur.
Les déclarations de guerre sont préalables à toute hostilité. La paix peut alors être demandée à chaque tour par l'un des belligérants, et éventuellement acceptée sans contrepartie ni négociation.

### Armée, marine
Le joueur peut recruter des forces navales et des forces terrestres. Seuls les combats terrestres peuvent être gérés en mode tactique, avec contrôle individuel des troupes sur le champ de bataille.
Les unités terrestres sont caractérisées par une puissance et une portée de tir, une capacité d'avancée, un potentiel de mouvement, et la capacité de retranchement. Ces unités peuvent se déplacer sur n'importe quel province appartenant au joueur (précision : le passage d'un continent à l'autre n'est possible que si le point de départ contient un port). Les troupes peuvent attaquer toute province adjacente à celle dans laquelle ils stationnent. Le potentiel total de transport (wagons) conditionne le nombre de régiments pouvant se déplacer simultanément dans des provinces non adjacentes.
Les unités navales sont caractérisées par une puissance et une portée de tir, un blindage, une valeur de coque, une vitesse et un potentiel de cargaison. Le potentiel de cargaison des navires marchands détermine le nombre d'unités de marchandises transportables ; le potentiel de cargaison des vaisseaux militaires détermine la capacité de transport de troupes lors de l'établissement d'une tête de pont dans une province à conquérir. Les unités navales militaires peuvent établir des blocus destinés à étouffer l'économie d'un rival.
La constitution des flottes ne nécessite ni main-d'œuvre ni argent, mais seulement des matières premières (charbon) et des produits manufacturés (tissus, bois d'œuvre, acier, ou armes).

### Recherche
La recherche scientifique permet d'accéder à des technologies permettant d'améliorer la collecte des ressources, l'armée, et la marine.
Les découvertes sont proposées au fil des années, et le joueur choisit alors s'il veut investir dans la nouvelle technologie ou pas. La notion d'arbre technologique est absente, même s'il y a parfois des dépendances entre inventions.

## Astuces
Pour ajuster automatiquement les subventions à un niveau optimal : d'abord choisir un niveau de subvention (de 5 à 100 %), puis maintenir la touche Ctrl enfoncée, et enfin cliquer sur un des pays.
Un bug fréquent peut forcer le joueur à quitter le jeu lors du changement du niveau de zoom de la carte : pour l'éviter, il faut d'abord donner des ordres à toutes les unités terrestres et navales.

## Accueil
| Imperialism           |      |       |
| Média                 | Pays | Notes |
| AllGame               | US   | 3/5   |
| Computer Gaming World | US   | 4.5/5 |
| GameSpot              | US   | 82 %  |
| Gen4                  | FR   | 4/5   |
| Jeuxvideo.com         | FR   | 15/20 |
| Joystick              | FR   | 75 %  |
| PC Gamer UK           | GB   | 78 %  |
| PC Gamer US           | US   | 87 %  |